# Wugunai
Wugunai (chinois simplifié : 乌骨迺 ; chinois traditionnel : 烏骨廼 ; pinyin : Wūgúnǎi ; Wade : Wu-ku-nai), né en 1021 et mort en 1074, était un chef de la tribu Wanyan, la tribu plus dominante parmi les tribus Jurchen qui fondèrent plus tard la dynastie Jin (1115-1234). Il était le fils aîné de Shilu. Comme son père, Wugunai fut nommé chef de la tribu Wanyan par la dynastie Liao dirigée par les Khitans, qui régna sur le nord de la Chine entre le Xe et le XIe siècle. Les sources historiques décrivent Wugunai comme un guerrier courageux, un grand mangeur et buveur excessif, et un amoureux des femmes. 
Wugunai a été honoré à titre posthume du nom de temple Jingzu (chinois : (景祖) par son descendant, l'empereur Xizong. Son nom posthume est l'empereur Yinglie Huihuan (chinois : 英烈惠桓皇帝)

## Biographie
Wugunai était le fils aîné de Wanyan Shilu, ce dernier étant chef de la tribu Wanyan, une tribu Jürchen (peuple vivant en Mandchourie). Wugunai fut nommé chef par l'empire Khitan Liao (太師, Taishi) de la tribu Wanyan. De plus, Wugunai est devenu le « Jiedushi » de l'empire Liao, un puissant gouverneur/commissaire militaire dans la région de la tribu Wanyan. Finalement, Aguda a renversé l'empire Liao et a établi l'empire Jurchen Jin dans le nord de la Chine. Des sources historiques écrivent que Wugunai était un guerrier courageux, et un amoureux des femmes,. Il était peint comme ayant un appétit prodigieux pour le vin et la nourriture, à tel point que son père prétendait qu'une femme avare de nourriture et de vin ne lui conviendrait pas.
Lorsque l'empereur Xizong de Jin fut couronné, Wanyan Wugunai reçut à titre posthume le nom d'« Empereur Huihuan » (惠桓皇帝) et le nom de temple « Jingzu » (景祖),. Il a été enterré à un site nommé « Dingling » (定陵).

## Famille
- Père : Shilu ;
- Mère : Lady Tushan (徒單氏), honorée à titre posthume comme impératrice Weishun (威順皇后) ;
- Conjointe : Lady Tangkuo (唐括氏), honorée à titre posthume comme l'impératrice Zhaosu (昭肅皇后), enfants : Hezhe, Helibo, Hesun, Pocishu et Yingge ;
- Concubines :
  - Zhusihui (注思灰), d' origine Khitan, qui enfanta Hezhenbao ;
  - Lady Wendihen (溫迪痕氏), nom personnel Diben (敵本), enfants : Mapo, Alihemen et Manduke ;
- Fils :
  - Hezhe (劾者), duc de Han (韓國公) ;
  - Helibo , honoré à titre posthume en tant qu'empereur Shizu ;
  - Hesun (劾孫), duc de Yi (沂國公) ;
  - Pocishu (頗刺淑), honoré à titre posthume comme empereur Suzong (肅宗) ;
  - Yingge (盈歌), honoré à titre posthume en tant qu'empereur Muzong (穆宗) ;
  - Hezhenbao (劾真保), duc de Dai (代國公) ;
  - Mapo (麻頗), duc de Yu (虞國公) ;
  - Alihemen (阿離合懣), duc de Sui (隋國公) ;
  - Manduhe (謾都訶), duc de Zheng (鄭國公).